# Bisdom Boma

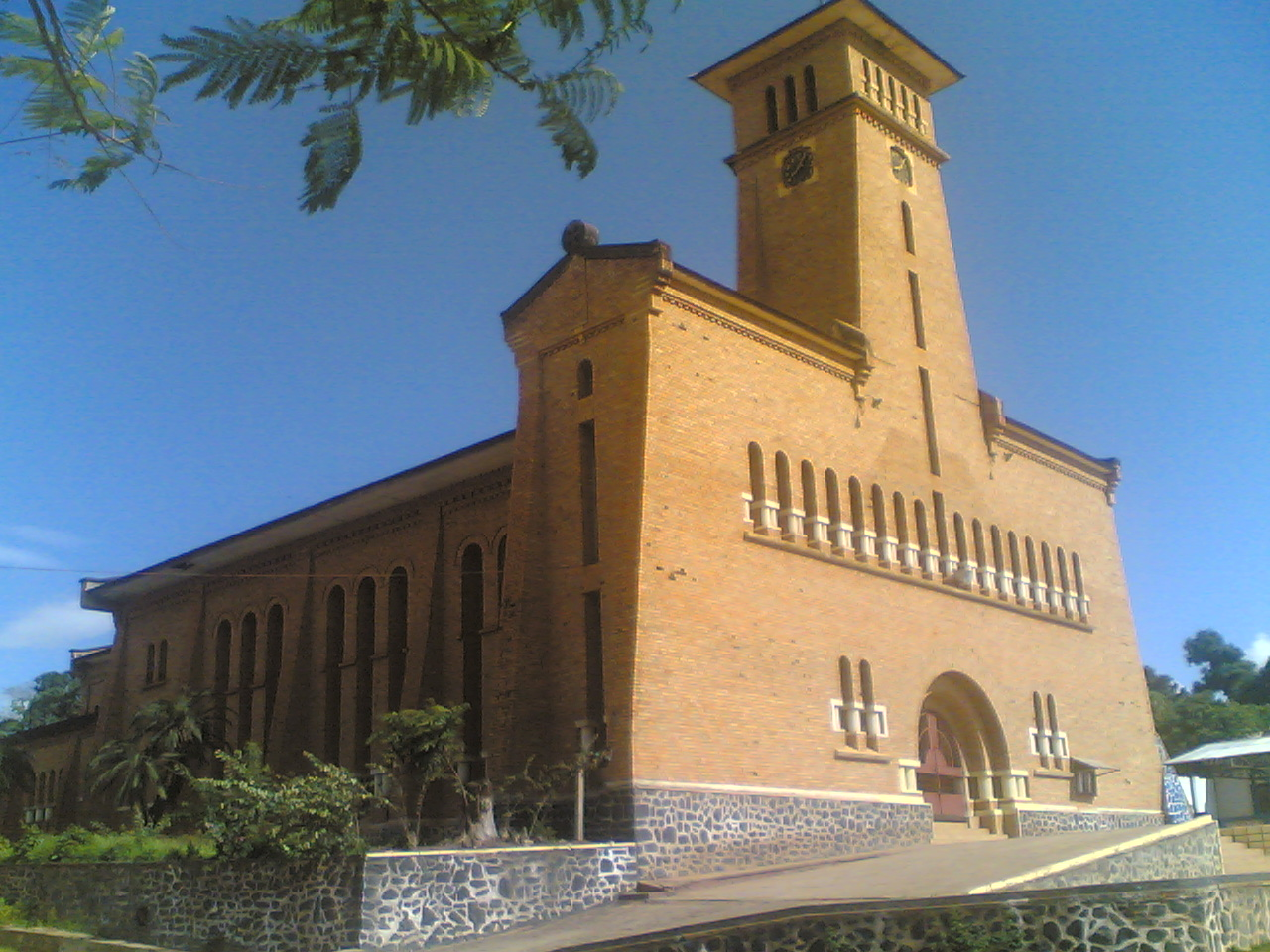
Kathedraal van Maria-Tenhemelopneming in Boma

Het bisdom Boma (Latijn: Dioecesis Bomaensis) is een rooms-katholiek bisdom in Congo-Kinshasa met als zetel Boma. Het is een suffragaan bisdom van het aartsbisdom Kinshasa en werd opgericht in 1959. 
Het bisdom werd opgericht in 1934 als apostolisch vicariaat met Jozef Vanderhoven, C.I.C.M. aan het hoofd, en werd in 1959 verheven tot bisdom. De eerste bisschop was André Jacques, C.I.C.M., die in 1950 Vanderhoven was opgevolgd. Het bisdom ontstond uit een missiepost van de Missionarissen van Scheut (die ook de eerste bisschoppen leverden), maar er zijn ook andere congregaties actief binnen het bisdom: Passionisten, Congregatie van de Broeders van Sint-Jozef van Boma, Congregatie van de Dienende Zusters van Maria van Boma, Zusters van de Heilige Vincentius a Paulo, Zusters van Gijzegem, Franciscaanse Missiezusters van Maria, Zusters van la charité de Jésus et de Marie, Missiezusters van het Onbevlekt Hart van Maria (I.C.M.).
In 2015 telde het bisdom 47 parochies en telde 1.552.000 inwoners waarvan 59,4% rooms-katholiek was. Het bisdom heeft een oppervlakte van 11.350 km² en omvat de stad Boma en de gebieden Lukula, Muanda, Tshela en een deel van Tseke-Mbanza.

## Bisschoppen
- André Jacques, C.I.C.M. (1959-1967)
- Raymond (Nianga-Nzita) Ndudi (1967-1975)
- Joachim Mbadu Kikhela Kupika (1975-2001)
- Cyprien Mbuka, C.I.C.M. (2001-2021)
- José-Claude Mbimbi Mbamba (2021-)